# Selidosema pallidaria
Selidosema pallidaria là một loài bướm đêm trong họ Geometridae.